# Lista de armas da Iugoslávia durante a Segunda Guerra Mundial
Esta é uma lista das armas utilizadas pela Jugoslávia na Segunda Guerra Mundial, mais especificamente armas terrestres usadas pelo Exército Real Jugoslavo durante a invasão do Eixo à Jugoslávia. As armas usadas pelos grupos de resistência (partisans e Chetniks) não estão incluídas devido à sua natureza aleatória e de utilização de armas capturadas do próprio inimigo.

## Armas de pequeno porte

### Pistolas e Revólvers
- FN M1910/22[1]
- Rubi 1915
- Nagant sérvio 1891 (reserva)
- Rast &amp; Gasser M1898 (reserva)
- Gasser 1873 (reserva)
- Roth Steyr 1907 (reserva)
- Steyr 1912

### Rifles
- Yugo Mauser M1924[2] (rifle padrão)
- Carcano 1898
- Mannlicher 1895/24 (convertido para o padrão FN Yugo Mauser 1924)
- Mauser-Koka
- Mauser sérvio 1899 (muitos reduzidos ao comprimento de uma carabina)
- Lebel 1886/93 (fornecido pela França durante a Primeira Guerra Mundial)
- Berthier 1907/15 e 1916 (1ª Guerra Mundial)
- Carabina Berthier 1892/16 (1ª Guerra Mundial)

### Metralhadoras
- ZB vz. 30J[3]

- Chauchat 1915/27
- Schwarzlose 1907/15
- ZB vz 37
- ZB vz 60
- Mg 08
- Maxim
- Hotchkiss 1914

## Artilharia

### Artilharia de campanha
- Canon de 105 mle 1913 Schneider[4]

### Artilharia pesada
- Canon de 155 C modelo 1917 Schneider[5]

### Artilharia de cerco
- Skoda 305 mm Modelo 1911[6]

## Veículos blindados de combate

### Carros de Combate
- Renault FT[7]
- T-32 (Š-ID)[8]
- R-35

### Carros blindados
- Carro blindado Peugeot[9]